# Malvasia andina
La malvasia andina (Oxyura ferruginea) és una espècie d'ocell de la família dels anàtids (Anatidae) que era considerat una subespècie de l'ànec de Jamaica. Habita marjals i llacs dels Andes, des de Colòmbia, cap al sud, a través de l'Equador, el Perú i Bolívia fins a l'Argentina i Xile, arribant a la Terra del Foc.